# La Chapelle-Monthodon
La Chapelle-Monthodon é uma ex-comuna francesa na região administrativa de Altos da França, no departamento de Aisne. Estendeu-se por uma área de 14,28 km². Em 2010 a comuna tinha 189 habitantes (densidade: 13,2 hab./km²).
Em 1 de janeiro de 2016 foi fundida com as comunas de Baulne-en-Brie e Saint-Agnan para a criação da nova comuna de Vallées-en-Champagne.